# Szent András-templom (Hidegség)
A hidegségi Szent András-templom középkori eredetű plébániatemplom.

## Története
Az első írásos említése 1274-ből való. A román stílusú rotunda valószínűleg a 12. században épült, freskóit 1250 körül festették. 1660 körül bővítették ki. 1713-ban villámcsapás érte, majd barokk stílusban átépítették, tornya 1748-ban épült. 1889-ben építették a neoromán stílusú homlokzatot, amit 1938-ban eltüntettek. 1971-1972-ben felújították.